# Conteville (Calvados)
Conteville település Franciaországban, Calvados megyében. Lakosainak száma 92 fő (2018. január 1.). Conteville Billy, Chicheboville, Garcelles-Secqueville, Poussy-la-Campagne és Saint-Aignan-de-Cramesnil községekkel határos.

## Népesség
A település népességének változása:
| Lakosok száma | 74   | 69   | 57   | 80   | 82   | 102  | 100  | 97   | 99   | 92   |
|               | 1968 | 1975 | 1982 | 1990 | 1999 | 2011 | 2013 | 2015 | 2017 | 2018 |